# Kohatsu Tatsuki
Tatsuki Kohatsu (古波津 辰希 Kohatsu Tatsuki, sinh ngày 11 tháng 9 năm 1993) là một cầu thủ bóng đá người Nhật Bản. Anh thi đấu cho Tochigi SC.

## Sự nghiệp
Tatsuki Kohatsu gia nhập câu lạc bộ J3 League Tochigi SC năm 2016.